# アメリカ国防兵站局
アメリカ国防兵站局（アメリカこくぼうへいたんきょく、英: Defense Logistics Agency, DLA）は、軍需物品の流通・備蓄及び補給網整備などを担当するアメリカ国防総省の内局である。戦闘支援機関であり、世界中に26,000人以上の職員 (文民職員及び軍人の合計) を擁している。また国内48州と、世界28か国に拠点を置き、軍事作戦に物資を提供し、武器、燃料、修理部品、その他の材料の取得を支援している。更に支局や様々なプログラムを通じて、過剰な機器、又は使用不要な機器を処分している。
アメリカ国防兵站局は、他の連邦政府機関を通じて、自然災害の被災者への物資救援の実施や、難民・国内避難民に対する人道援助も実施している。
1961年から1977年までは国防補給局(Defense Supply Agency)と呼称されていたが、組織改編に伴い現在の名称になった。

## 組織
- 国防兵站局局長
- 国防兵站局副局長

本部機能
- 人的資源部(J-1)
- 兵站運用部(J-3)
- 顧客運用・即応部(J-4)
- 情報運用部(J-6)
- 財務運用部(J-8)
- 統合予備戦力部(J-9)
- DLA企業支援本部(DESHQ)
  - DES基礎契約室(DES-A)
  - DES事業管理室(DES-B)
  - DES環境・安全・労働衛生室(DES-E)
  - DES設備室(DES-I)
  - DES倫理・福利厚生室(DES-Q)
  - DES公衆安全室(DES-S)
- 法律顧問(DG)
- DLA犯罪捜査本部(DCIA)
- 雇用機会均等室(EEO)
- 広報室
- 議会対策室
- 中小企業援護室(OSDBU)

情報部門
- 文書自動作成部(DAPS)
- 国防兵站情報サービス(DLIS)
- 国防兵站管理標準化室(DLMSO)
- 国防自動送付システムセンター(DAASC)
- 国防電子商取引事業計画室(DEBPO)
- DLA顧客資源情報センター(CRIC)

事業部門
- 国防補給センター(コロンバス)(DSCC)
- 国防補給センター(リッチモンド)(DSCR)
- 国防補給センター(フィラデルフィア)(DSCP)
- 国防流通センター(DDC)
- 国防エネルギー支援センター(DESC)
- 国防備蓄センター(DNSC)
- 国防兵站局欧州支部(DLA-E)
- 国防兵站局太平洋支部(DLA-P)
- 国防再利用・販売部(DRMS)
  - 西部前進支援班
  - 中部前進支援班
  - 東部前進支援班
  - アジア太平洋前進支援班
  - 欧州前進支援班
  - 中央軍前進支援班
    - アフガニスタン分遣班
    - イラク分遣班